# Нижняя Часовня (Ульяновск)
Нижняя Часовня — исчезнувшая слобода Заволжского района города Ульяновск Ульяновской области РСФСР, существовавшая до 1955 года. Затоплена Куйбышевским водохранилищем.

## География
Слобода находилась напротив Ульяновска, на левом берегу реки Волга и устье реки Ботьма, разделённый островом Телячим, между слободой Канава и деревней Петровка. До 1860-х гг. к слободе был свободный проход к часовенской пристани, но затем, из-за сильного течения реки и Пальцинской воложки, остров Телячий вытянулся и преградил речной путь к слободе. С постройкой ж/д линий и открытия ж/д станций, к слободе были прорыты специальные каналы, а с 1930-х гг. ежегодно земснарядом стали производить дноуглубительные работы.

## Название
Название «Часовня» связано с Успенским монастырём, возникшим одновременно с городом. Монастырь построил несколько часовен в окрестностях города, в том числе и на левом берегу Волги (сожжена в 1670 году сподвижниками Стеньки Разина), откуда начинался путь в необжитые земли Заволжья. Да и переправа была тогда делом опасным. Прежде чем пуститься в путь, стоило помолиться, а сойдя на берег — поблагодарить Бога за благополучный исход.

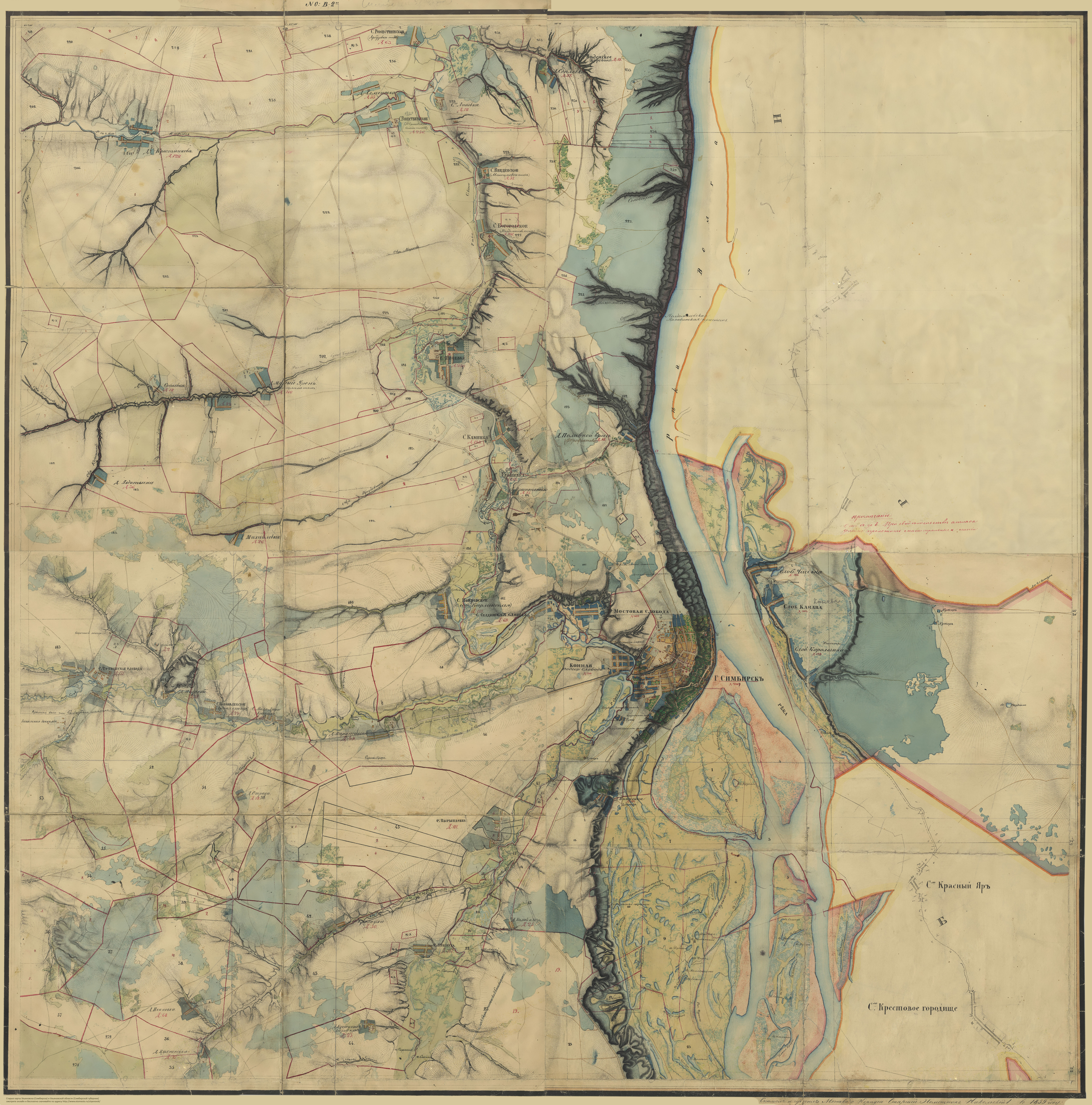
Карта 1859 года А. И. Менде, с указанием заволжских слобод.

Карта Симбирска, 1917 г.

Приставка «Нижняя» дана в 1914 году, для отличия от другого одноимённого посёлка Верхняя Часовня, находившийся на возвышенности.

## История
Дата основания слободы точно не известна. По мнению историка В. Н. Поливанова, слобода была основана с основанием Симбирска, с 1648 года. Первое письменное упоминание слободы содержится в рапорте подполковника А. И. Свечина в 1765 году.
Изначально, на летнее время, здесь селились мордовские рыбаки. Затем, когда была построена Закамская засечная черта (1655), начали заселяться на заволжских землях, сначала cлужилые люди, а затем помещичьи крестьяне, то здесь поселились люди из подгорья Симбирска. А когда были  основаны города Ставрополье (1737) и Оренбург (1745), отсюда к ним был проложен, сначала  Оренбургский почтовый и этапный тракт, затем торговый тракт . С освоением Заволжья встала необходимость в перевозе людей через Волгу на лодках и скота — на завознях, чем и занимались местные жители. 
В 1850-х годах купец В. В. Крайнев в южной части слободы, у озера Чёрное, открыл кирпичные сараи (завод).
До появления в 1865 году пароходного сообщения с правым берегом заволжские жители занимались перевозом на лодках и плотах. Для лучшего прохода к пристаням, через остров Телячий, был прокопан Часовенный проран и появился остров Новый. Но из-за того, что остров Телячий, лежащий посреди Волги, между городом и слободой Часовней, омываемый с одной стороны Волгой и Пальцинской (Часовенной) воложкой, с другой стороны, каждый год после половодья, размеры его увеличивались, перекрывая проход к Часовенской пристани. Поэтому она стала уступать экономическому развитию соседней слободе Канаве, где к 1914 году действовали три пристани и грузовая ж/д платформа «Часовня-Пристань».
В 1897 году Симбирская земская управа, в доме купца В. В. Крайнева, открывает в слободе начальное смешанное училище . В 1914 году для школы было построено типовое деревянное здание на 4-е классных комнаты. В 1954 году, перед заполнением Куйбышевским водохранилищем слободу Нижняя Часовня, здание было перенесено на Верхнюю Часовню (ныне Заволжский район (Ульяновск)) и стала называться — 10-я семилетняя школа (ныне Гимназия № 44).
Ввиду того, что Симбирская губерния была аграрной, а для развития региона требовался железнодорожный транспорт, то было принято решение о строительстве Мелекесской железнодорожной линии от станции Часовня-Пристань до станции Мелекесс. С ноября 1900 года от  платформы «Часовня-Пристань» (у слободы Канава) до Мелекесса стал ходить товарный поезд. В 1907 году было образовано акционерное общество «Волго-Бугульминская железная дорога» с администрацией в Симбирске, подъездной путь продлили до Бузулука и в 1914 году соединили с Самаро-Златоустовской железной дорогой.
В 1908 году у слободы Часовня была открыта ж/д станция «Часовня» (с 1914 г. — «Часовня-Нижняя») и с ноября 1908 года по ветке Часовня — Мелекесс открылось пассажирское движение. А в 1912 году через слободу Королёвка начали строить ж/д ветку к строящийся через Волгу Императорскому мосту. В 1914 году, в 7 верстах от станции «Часовня-Пристань», вместе соединения ж/д путей, была открыта станция «Часовня-Верхняя», около которой в 1919 году возник посёлок Верхняя Часовня. С тех пор слободу Часовню стали называть Нижняя Часовня.
С 1 сентября 1909 года было открыто постоянное Часовенское почтовое отделение (ранее оно было телеграфное и работало только во время навигации). Обмен отправлениями  отделение проводило с пароходами и с сухопутными почтами, обращающимися между Симбирской конторой и Часовенским почтовым отделением. 
До 1850 года прихожане слободы относилась к приходу Смоленской церкви, находившейся на правом берегу Волги, в Подгорье. Затем — в Казанскую церковь сл. Канава, но в 1909 году в Часовне, по проекту архитектора В. А. Косякова, по прототипу церкви Милующей иконы Божией Матери в Санкт-Петербурге, была построена Никольская церковь . Церковь в слободе собирались построить ещё в 1814 году, задолго до спасения Николая II от покушения в Японии в 1891 г., но не хватало средств. Возведение кирпичного однопрестольного храма с деревянной колокольней началось в 1892 г. на средства купца В. Крайнова и других благотворителей. Церковь закрыта и разрушена в конце 1930-х гг.
На 1913 год в Часовне были: церковь, школа, почтовое отделение, пароходная пристань и станция Волго-Бугульминской железной дороги.

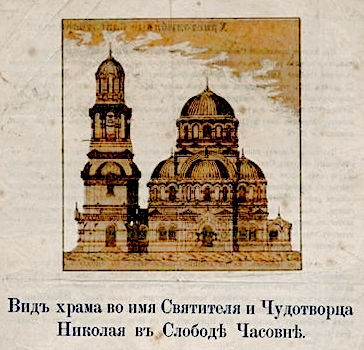
Проект Никольской церкви в слободе Часовня.

В июле 1916 года, на южной территории слободы, начали строить 3-й патронный завод (ныне Ульяновский патронный завод). На строительство цехов и других зданий был использован кирпич завода купца В. Крайнова, а также, для заводских построек, было организовано производство пустотелого бетонного камня Ф. О. Ливчака. От ж/д станции Часовня к строящемуся заводу была проложена ж/д ветка.  В 1918 году завод купца В. Крайнова был национализирован, расширен и модернизирован. В 1958 году, ввиду запрета рытья котлованов по добыче глины, закрыт. Из кирпича этого завода были построены все жилые и производственные здания на Нижней и Верхней Террас (до 1958 г.).
В сентябре 1918 года на территории слободы проходили боевые действия Гражданской войны.
В 1920 году был создан Заволжский поселковый Совет. В состав Совета вошли посёлок Верхняя Часовня, посёлок Карасёвка, Заволжский рабочий посёлок и три слободы: Королёвка, Канава и Нижняя Часовня.
В 1931 году в Нижней Часовне образовался колхоз имени Буденного. За высокие показатели в труде многие труженики колхоза были удостоены государственных наград: А. В. Чугунова и М. П. Фролова — награждены орденами Ленина, П. Ф. Давыдов и Д. П. Фролов — орденами Трудового Красного Знамени.
3 января 1935 года из Заволжского посёлкового Совета был образован Заволжский район.
С 1930-х годов и до 1954 года на территории слободы Нижняя Часовня, в районе Черного озера и часовенского кладбища, размещалась база ВМФ № 948 — склад ГСМ № 2030, к которой была проложена ж/д линия и называлась Городок.
В 1942 году у слободы разместили судоремонтный пункт Волжской военной флотилии.
В 1950 году на Волге начали строить Куйбышевскую ГЭС. Территория слободы должна была стать дном Куйбышевского водохранилища, поэтому слобода с затопляемой зоны была переселена на новое место. В 1952—1955 годах, часть жителей слободы работавшие в колхозе, перенесена выше, на территорию своих полей, где основали посёлок Колхозный. Жители, работавшие на заводе, были переселены на новую площадку рабочего посёлка Верхняя Часовня, а также в северную часть города, на проспект Нариманова, основав переулки и улицу Ватутина.

## Население
- На 1765 год в 15 дворах жило 30 душ[32].
- В 1794 году в Часовне числилось 91 двор и 662 жителя[33].
- На 1859 год в слободе было: 183 двора, в которых жило: 438 м. п. и 496 ж. п.[34]
- В 1866 году в Часовне был 121 двор и проживало 1021 человек[33].
- На 1897 год — 273 двора: 645 м. п. и 727 ж. п.[35]
- На 1900 год — в сл. Часовне: 727 м. п. и 821 ж. п.[36]
- На 1913 год — 410 дворов: 1121 м. п. и 1203 ж. п.[23]

## Факты
- В 1768 году путешествуя по Поволжскому краю академики П. С. Паллас и И. И. Лепёхин именно здесь переправлялись через Волгу[32][37].
- Писатель С. Т. Аксаков несколько раз переправлялся здесь[8][32].
- Летом 1818 года, направляясь в родовое имение Тургенево, здесь переправился знаменитый писатель Николай Иванович Тургенев[27].
- В августе 1829 года, направляясь в Заволжье для осмотра оренбургского поместья Чирково, здесь на пароме переправлялся Денис Давыдов[38].
- 15 сентября 1833 года А. С. Пушкин переправился с правого берега на левый паромом и отправился в Оренбург[39][40][41].
- 24 июня 1837 года наследник российского престола Великий князь Александр Николаевич, будущий Император Александр II Освободитель, посещая Симбирск, на гардкоутском судне посетил здешнюю пристань[42].
- В июле 1904 года на паровом пароме «Симбирск», в родовое имение Чулпановку, туда и обратно, здесь переправился будущий Председатель Совета министров Российской империи П. А. Столыпин[3].
- С 1938 года жил на Нижней Часовне и учился сначала в школе № 10 (ныне Гимназия № 44), затем в школе № 5, будущий Герой Советского Союза  В. Н. Деев[43].
- В 1941 году будущий академик А. Д. Сахаров, направляясь по распределению, на место работы на Ульяновский патронный завод, тоже переправлялся здесь[44].

## Галерея

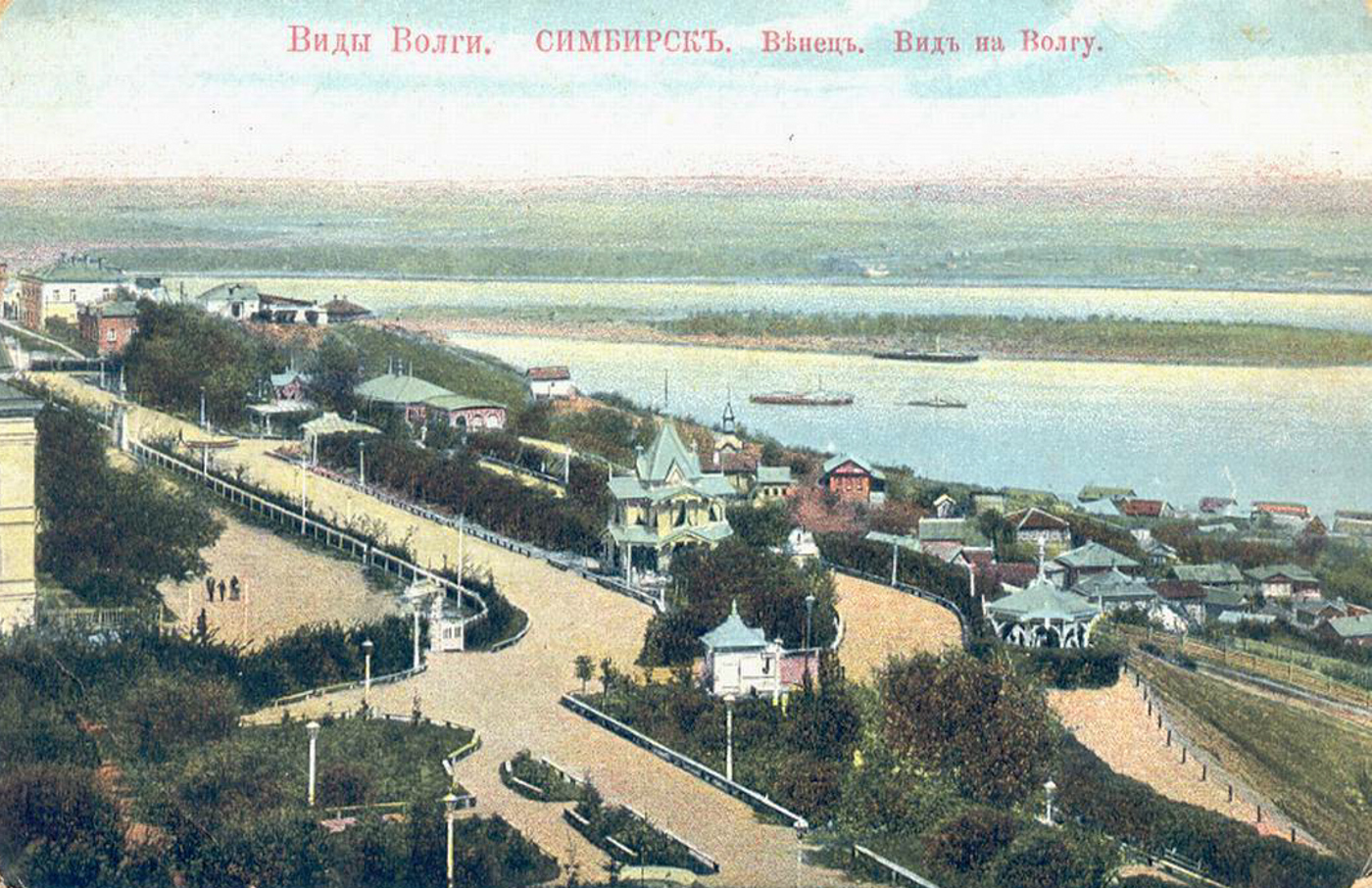
Вид на Волгу и Заволжские слободы (открытка 1917).
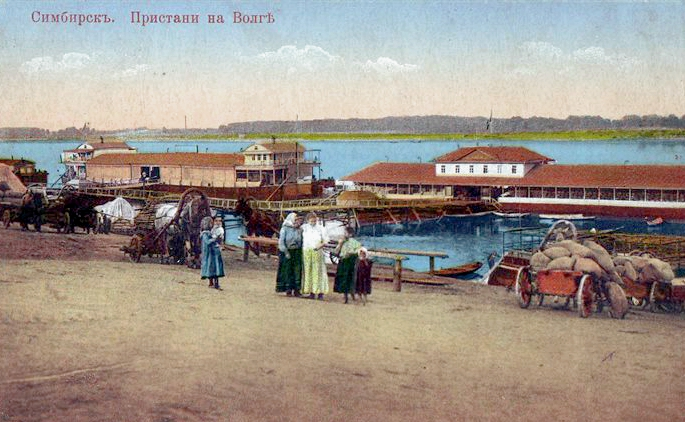
Пристани на Волге. Вдали левый берег.
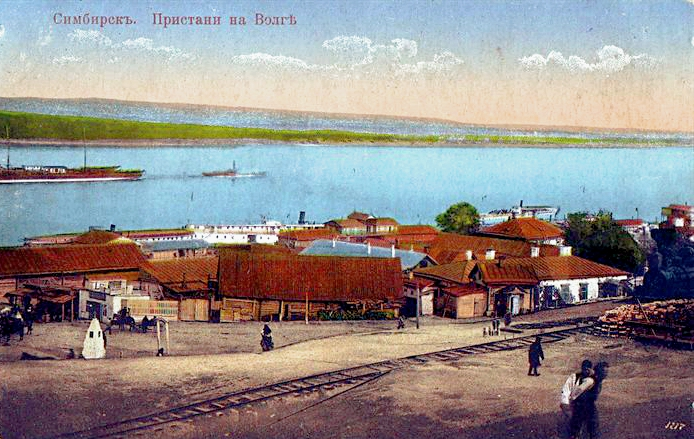
Пристани на Волге. Вдали левый берег.
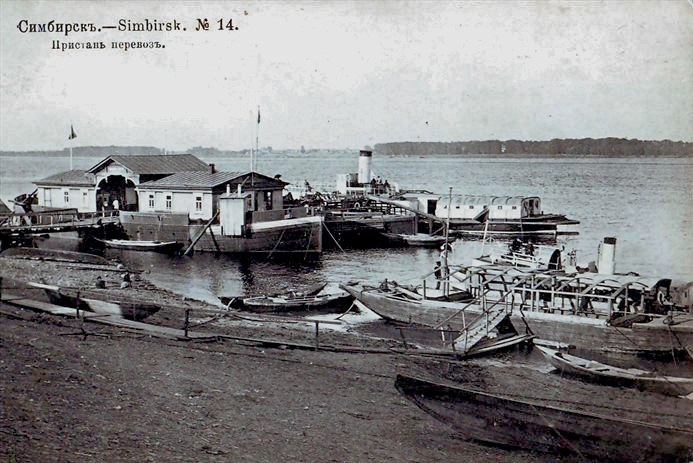
Пристани на Волге. Вдали левый берег.
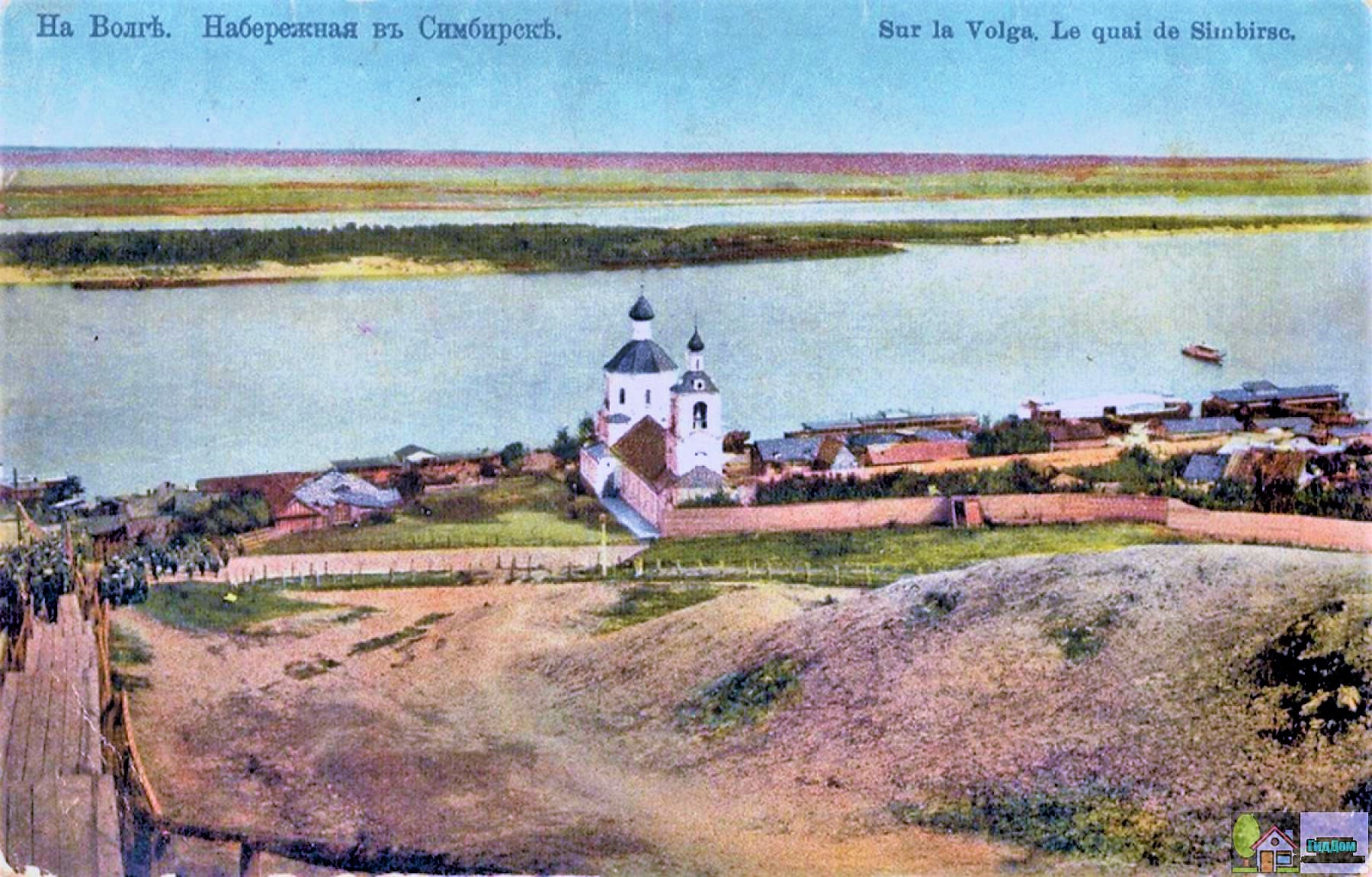
Смоленский спуск. Смоленская церковь. Вдали левый берег.
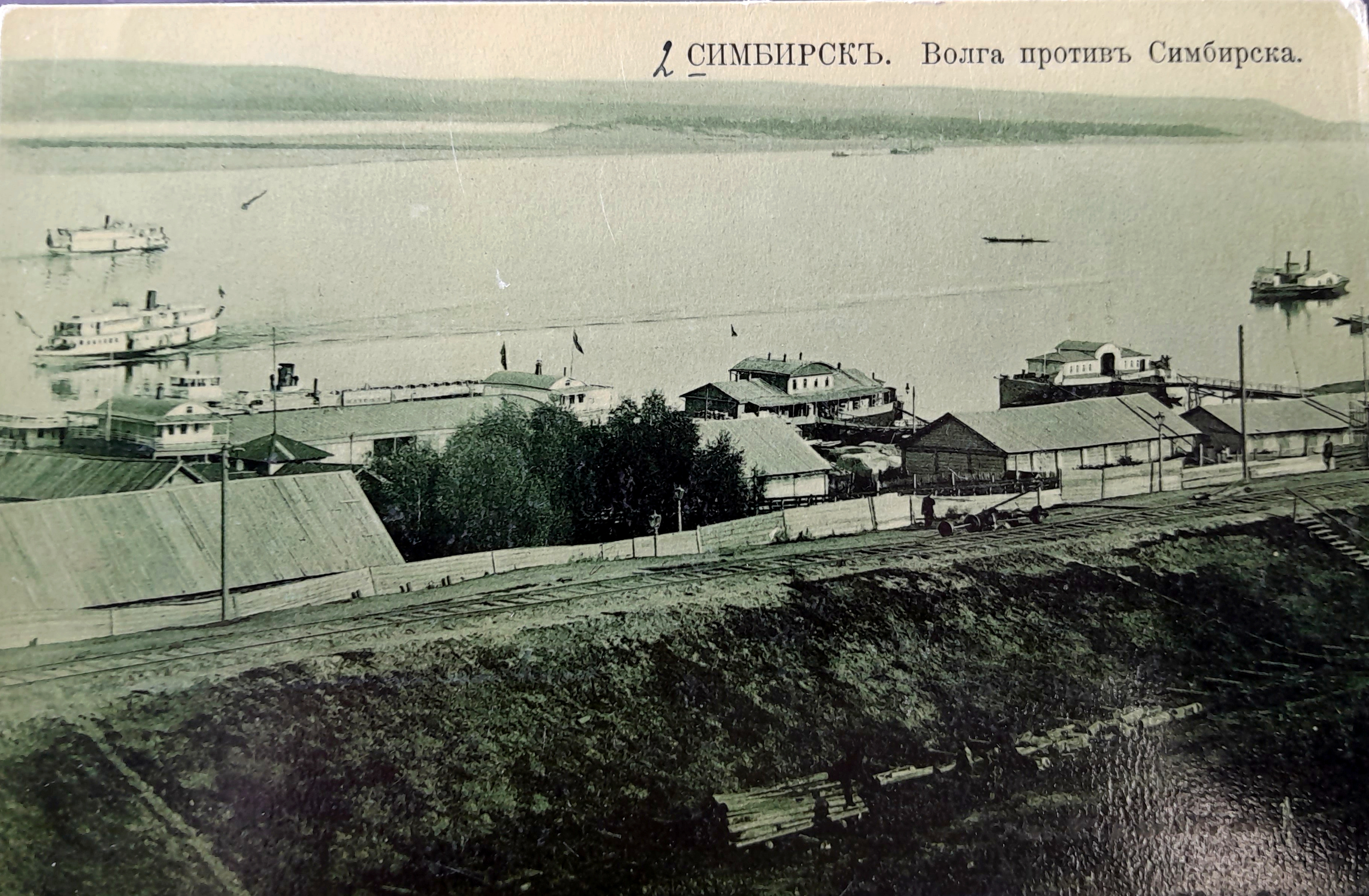
Волга напротив Симбирска.